# طارق جمیل
طارق جمیل (اردو: طارق جمیل ; زاده 1 اکتبر 1953)، مبلغ تلویزیون اسلامی پاکستان، نویسنده مذهبی، محقق و عضو جماعت تبلیغی است.طارق جمیل، یکی از ۵۰۰ مسلمان تأثیرگذار جهان انتخاب شده‌است.